# Kosmos 31
Kosmos 31 – radziecki wojskowy satelita technologiczny typu DS-MT; służył do testów elektrycznego żyroskopowego systemu orientowania statków kosmicznych. Prowadził także pomiary zmian intensywności promieniowania kosmicznego.